# 穆拉托韋 (大米海利夫卡區)
47°6′29″N 29°43′23″E / 47.10806°N 29.72306°E
穆拉托韋（烏克蘭語：Муратове）是位於烏克蘭西南部的村莊，由敖德萨州羅茲季利納區的大米哈伊利夫卡市鎮負責管轄。該村始建於1815年，面積0.39平方公里，海拔高度70米，2001年人口30，人口密度每平方公里76.92人。